# Mącznik (Machowino)
Mącznik (kaszb. Dólny Młin, niem. Niedermühle) – część wsi Machowino w Polsce, położona w województwie pomorskim, w powiecie słupskim, w gminie Ustka, nad Słupią. Wchodzi w skład sołectwa Machowino.
W latach 1975–1998 Mącznik administracyjnie należał do województwa słupskiego.

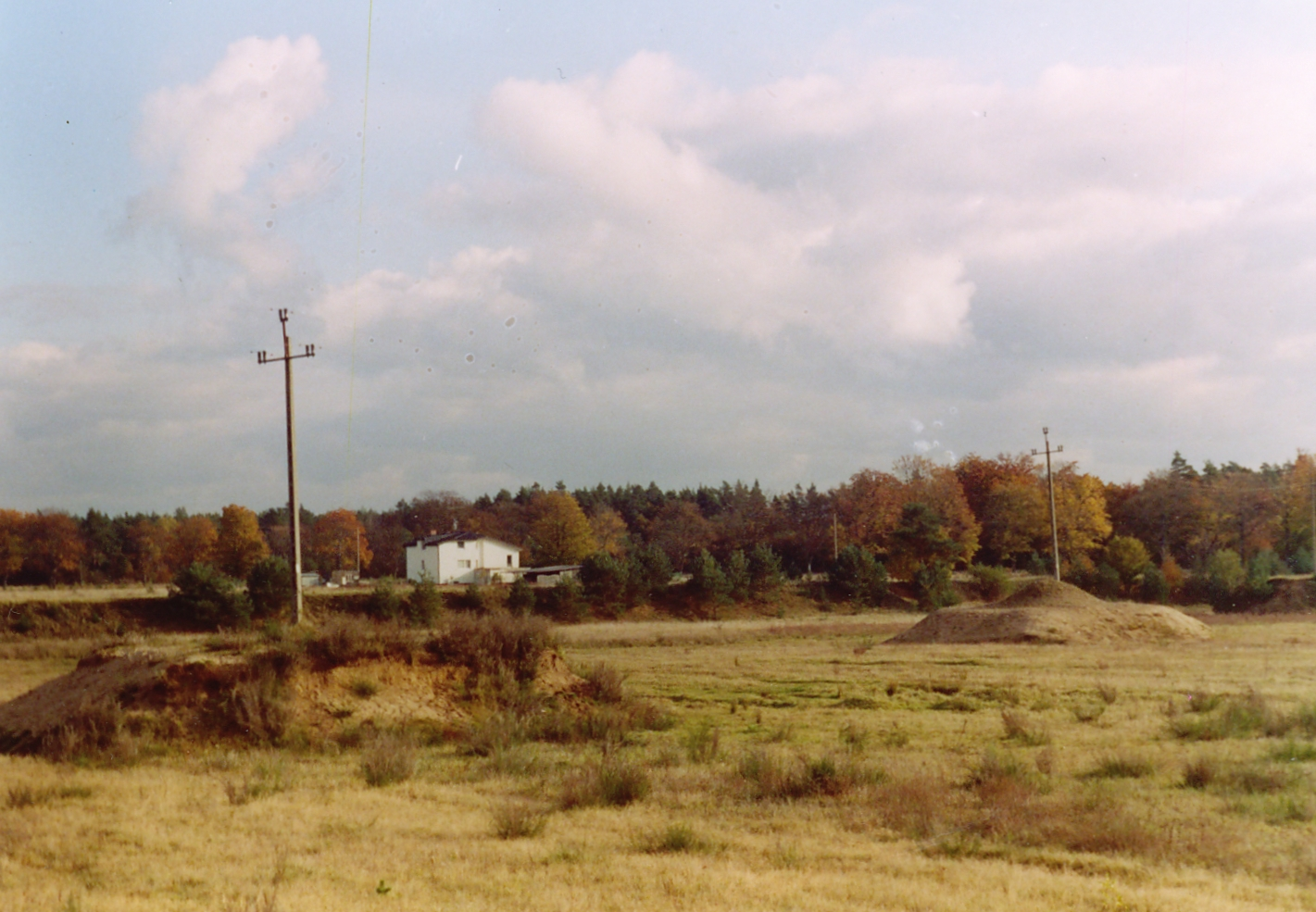
Stara żwirownia w Mączniku

## Etymologia
Nazwa jest tzw. chrztem nazewniczym o charakterze pseudokulturowym. Istnieją dwie hipotezy co do jej genezy: jest to albo nazwa pierwotna derywowana od kaszubskiej nazwy pospolitej mącznik „młynarz”, albo derywat nazwy pospolitej mąka bądź przymiotnika mączny z formantem -ik. Nazwa niemiecka Niedermühle ma charakter kulturowy i jest złożeniem przymiotnika nieder „dolny, niski” i rzeczownika Mühle „młyn”.
Rada Języka Kaszubskiego proponuje kaszubską formę nazwy Mącznik.